# Liste der Bodendenkmäler in Marktschellenberg

Wappen von Marktschellenberg

Auf dieser Seite sind die Bodendenkmäler in der oberbayerischen Gemeinde Marktschellenberg zusammengestellt. Diese Tabelle ist eine Teilliste der Liste der Bodendenkmäler in Bayern. Grundlage ist die Bayerische Denkmalliste, die auf Basis des Bayerischen Denkmalschutzgesetzes vom 1. Oktober 1973 erstmals erstellt wurde und seither durch das Bayerische Landesamt für Denkmalpflege geführt wird. Die folgenden Angaben ersetzen nicht die rechtsverbindliche Auskunft der Denkmalschutzbehörde.

## Bodendenkmäler in Marktschellenberg

### Bodendenkmäler in der Gemarkung Ettenberg
| Lage                                       | Objekt | Akten-Nr.     | Bild |
| ------------------------------------------ | --- | ------------- | ---- |
| Ettenberg Bei Mariä Heimsuchung (Standort) | Untertägige frühneuzeitliche Befunde im Bereich der Katholischen Wallfahrtskirche Mariä Heimsuchung in Ettenberg. Siehe auch: Wallfahrtskirche Mariä Heimsuchung (Ettenberg) | D-1-8344-0060 |      |

### Bodendenkmäler in der Gemarkung Landschellenberg
| Lage                                                              | Objekt | Akten-Nr.     | Bild |
| ----------------------------------------------------------------- | --- | ------------- | ---- |
| Landschellenberg Hauptstraße/Paßturm (Standort)                   | Untertägige mittelalterliche und frühneuzeitliche Befunde im Bereich der Talsperre und des Paßturms bei Marktschellenberg. Siehe auch: Schellenberger Turm                                                                               | D-1-8344-0064 |      |
| Landschellenberg Ettenberger Straße/Friedensbergstraße (Standort) | Untertägige spätmittelalterliche und frühneuzeitliche Befunde im Bereich des ehemaligen fürstpröpstlichen Ansitzes Friedensberg bei Marktschellenberg mit zugehöriger Katholischen Kapelle St. Johann Baptist und ihren Vorgängerbauten. | D-1-8344-0070 |      |

### Bodendenkmäler in der Gemarkung Marktschellenberg
| Lage                                          | Objekt | Akten-Nr.     | Bild |
| --------------------------------------------- | --- | ------------- | ---- |
| Marktschellenberg Bei St. Nikolaus (Standort) | Untertägige spätmittelalterliche und frühneuzeitliche Befunde im Bereich der Katholischen Pfarrkirche St. Nikolaus in Marktschellenberg und ihrer Vorgängerbauten mit aufgelassenem Friedhof. | D-1-8344-0062 |      |
| Marktschellenberg Markt (Standort)            | Untertägige mittelalterliche und frühneuzeitliche Siedlungsteile der historischen Marktsiedlung und Saline Marktschellenberg.                                                                 | D-1-8344-0063 |      |

### Bodendenkmäler in der Gemarkung Scheffau
| Lage                                                              | Objekt                                                                | Akten-Nr.     | Bild |
| ----------------------------------------------------------------- | --------------------------------------------------------------------- | ------------- | ---- |
| Scheffau Scheffauer Straße/Doffenleitenweg (Standort)             | Bohlenweg der späten Latènezeit oder der frühen römischen Kaiserzeit. | D-1-8344-0019 |      |
| Scheffau Oberhalb Scheffauer Straße, nahe Landesgrenze (Standort) | Siedlung der späten Latènezeit.                                       | D-1-8344-0020 |      |
| Scheffau Scheffauer Straße/Tiefenbachstraße (Standort)            | Grabhügel vorgeschichtlicher Zeitstellung.                            | D-1-8344-0021 |      |
| Scheffau Scheffau, Nesseltalweg (Standort)                        | Siedlung der späten Latènezeit.                                       | D-1-8344-0059 |      |